# Kaarta

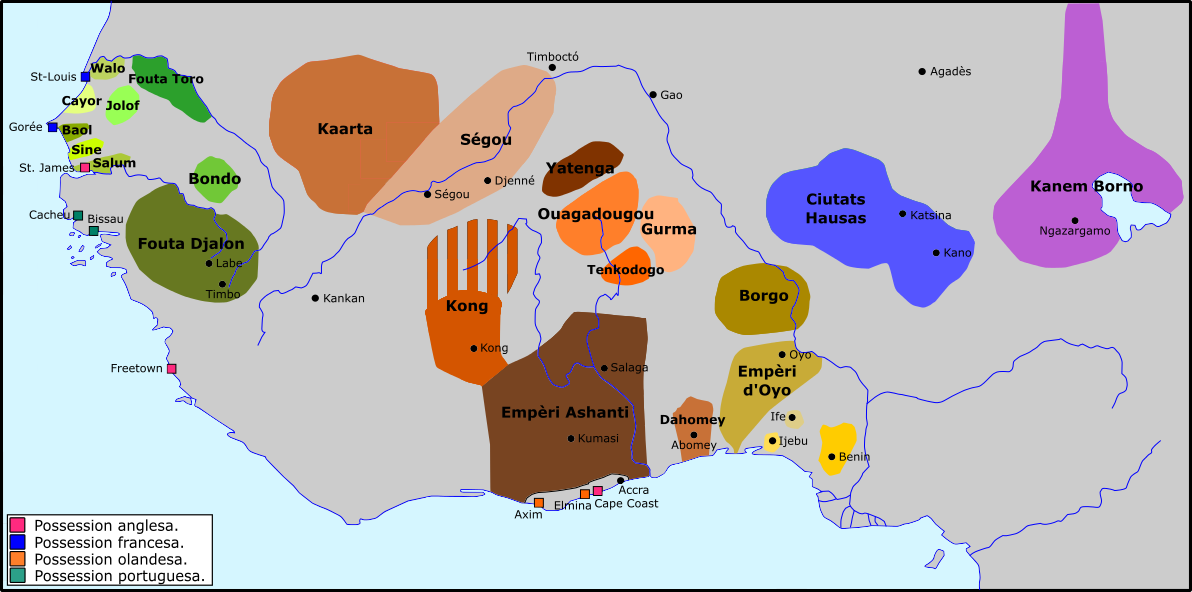
Västafrika under 1700-talet.

Kungariket Kaarta, var en historisk stat som låg i nuvarande Mali mellan 1650 och 1890, med huvudstad i Sounsan, Guemou, Yelimane och Nioro du Sahel.
Det spelade en roll i den transatlantiska slavhandeln och försåg europiska slavhandlare med slavar.  
Det uppgick 1890 i Franska Västafrika.